# Сана (област)
Вижте пояснителната страница за други значения на Сана.
Сана е една от 19-те области на Йемен. Площта ѝ е 11 900 км², а населението ѝ е 1 141 800 жители (по оценка от 2012 г.). Разделена е на 16 окръга. Разположена е в часова зона UTC+3. Официален език е арабският.